# Paulin Freitas
Paulin Freitas (* 3. Dezember 1909 in Lomé; † 17. Mai 1989 in Abidjan) war ein togoischer Politiker und Diplomat.

## Leben
Paulin Freitas entstammte der Herrscherfamilie von Aného. Er machte eine Ausbildung als Lehrer und leitete die Normalschule in Atakpamé. 1946 wurde er für die Partei Comité de l’unité togolaise (CUT) in das Parlament von Französisch-Togo gewählt. Bei den Wahlen von 1958 erreichte der CUT die Mehrheit und Freitas wurde in die Regierung von Premierminister Sylvanus Olympio als Staatsminister für Inneres, Information und Presse berufen. Diesen Posten behielt er bis zur Unabhängigkeit Togos von Frankreich am 27. April 1960. In der anschließend vom nunmehrigen Staatspräsidenten Sylvanus Olympio gebildeten Regierung wurde Freitas Staatsminister für äußere Angelegenheiten. Am 13. Januar 1963 wurde Olympio bei einem Militärputsch ermordet. Paulin Freitas verweigerte die Zusammenarbeit mit den neuen Machthabern und wurde verhaftet und gefoltert. Sein Nachfolger als Außenminister wurde Georges Apedo-Amah. Im Mai 1963 wurde Freitas wieder freigelassen und verließ das Land. Er arbeitete in weiterer Folge als Experte für die UNESCO in Zaire und Paris. 1978 kehrte er nach Togo zurück. Traumatisiert von seinen Erlebnissen infolge des 13. Januar 1963 und an Herzproblemen leidend, starb Freitas 1989. Er wurde am Friedhof am Strand von Lomé bestattet.

## Ehrungen
- Kommandeur des Ordre du Mono